# Westlothiana lizziae
Westlothiana lizziae è un tetrapode estinto simile a una lucertola, vissuto nel Carbonifero inferiore (circa 340 milioni di anni fa). I suoi resti sono stati ritrovati a East Kirkton, in Scozia.

## Descrizione
L'aspetto di questo animale era molto simile a quello di una lucertola dalle zampe corte e dal corpo allungato. L'anatomia interna della westlothiana era una commistione tra caratteristiche degli anfibi e quelle dei rettili; non appena venne descritto, infatti, questo tetrapode venne salutato dalla comunità scientifica come “il rettile più antico”. Lunga una trentina di centimetri, la westlothiana possedeva una testa relativamente piccola ma munita di denti aguzzi, mentre il lungo corpo era cilindrico e sostenuto da quattro brevi zampe robuste.

## Scoperta e classificazione
I resti fossilizzati della westlothiana vennero trovati nel 1984 nel giacimento di East Kirkton dal collezionista dilettante Stan Wood, ma solo dopo molti anni si resero disponibili per gli studiosi, che descrissero l'animale con il nome di Westlothiana lizziae, dal nome del distretto in cui fu trovata (West Lothian) e dalla latinizzazione del soprannome con cui era conosciuto all'epoca (la parola inglese Lizzie, che significa più o meno “lucertolina”). Benché considerato subito come un antichissimo rettile, successivi studi determinarono che la westlothiana non apparteneva alla classe di lucertole e coccodrilli, ma era solo un parente alla lontana nell'ambito dei rettiliomorfi (Reptiliomorpha). Altri scienziati, invece, sostengono che questo tetrapode fosse talmente primitivo da non poter essere considerato nemmeno un rettiliomorfo.